# 孔乙己

孔乙己是魯迅小说集《吶喊》中的一篇小说，也是該篇小说的主人公。小說写于1919年3月，是鲁迅在五四运动前继《狂人日记》之后写的第二篇白话小说。这篇小说描写孔乙己作为一个没有考上秀才的读书人，缺乏实际技能，只会诸如“‘茴’下面的‘回’字有几种写法”这样的迂腐“知识”。他丧失了做人的尊严，沦落为小酒馆裡人们嘲笑的对象，后来因为偷书而被打断了腿。根据小说的内容，因为他姓孔，别人便从描红纸《上大人》上的“上大人孔乙己”这半懂不懂的话裡，替他取下一个绰号，叫作“孔乙己”。小说暴露了当时的一些社会问题──科舉制度製造了大量只懂鑽故紙堆，沒有實際營生技能的讀書人。小说塑造了孔乙己这样一个可笑又可悲的底层人物形象，揭露了人与人之间的冷漠无情。

## 人物
- 孔乙己：一個沒有考上秀才的讀書人，喪失了做人的尊嚴，淪落為小酒館裡人們嘲笑的對象，最後下場不明。
- 掌櫃：孔乙己经常来喝酒的“咸亨酒店”的老板。
- 丁舉人：因为孔乙己偷了自己的书，把他吊起来打断了腿。
- “我”：小说的叙述者，人物身份是咸亨酒店的伙计。

## 文化影响

### 教材
- 这部小说长时间来都是中国國內高中或初中语文教材的课文之一。該作品也曾在1993年至2006年度納入香港中學會考中文科的讀本教材中。由於魯迅的左派色彩，台灣於白色恐怖時期長期禁止其作品，然而 1999 年後，台灣亦將孔乙己列入高中語文教材中。

### 代称
- 以下段落经常被用于改编社会热点新闻，以起到搞笑或讽刺的作用：

|  | 孔乙己一到店，所有喝酒的人便都看着他笑，有的叫道:「孔乙己，你臉上又添上新傷疤了！」他不回答，對櫃裏說:「溫兩碗酒，要一碟茴香豆。」便排出九文大錢。他們又故意的高聲嚷道:「你一定又偷了人家的東西了！」孔乙己睜大眼睛說:「你怎麼這樣憑空汚人清白……」「什麼清白？我前天親眼見你偷了何家的書，吊着打。」孔乙己便漲紅了臉，額上的青筋條條綻出，爭辯道:「竊書不能算偷……竊書！……讀書人的事，能算偷麼？」接連便是難懂的話，什麼「君子固窮」，什麼「者乎」之類，引得衆人都哄笑起來：店內外充滿了快活的空氣。 |

- 此外，因为在小说中多次偷书并被打，孔乙己在中国也常用於代稱书店或图书馆內偷书的贼。[2]

### 舞蹈
- 2006年，舞蹈《孔乙己》（表演者：孙科）荣获第八届“桃李杯”舞蹈比赛中国古典舞A级少年组剧目创作一等奖，表演一等奖。[3]

### 越剧
- 2003年，越剧小生表演艺术家茅威涛编排并主演了越剧版《孔乙己》并拍摄成电视剧[4]。

### 流行文化
2023年，中国大陆互联网流行「孔乙己文学」。年轻人以「学历是孔乙己脱不掉的长衫」等语句自嘲、发泄，表露自己大学「毕业即失业」的低落与迷茫。